# Ariel Svoboda
Ariel Jorge Svoboda (Buenos Aires, 12 giugno 1985) è un cestista argentino con cittadinanza italiana, che gioca nel ruolo di guardia.

## Carriera
Di origini paterne ceche con ascendenti italiani di Genova e Reggio Calabria. Inizia a giocare nelle giovanili del Ferro Carril Oeste Básquet squadra della sua città natale Buenos Aires e, dopo una parentesi con l'esperienza nei Lawn Tennis de Ramos Mejia, torna a giocare nel Ferro Carril in Liga A Argentina per due stagioni venendo anche selezionato dalla nazionale argentina under 16.
Nel 2004 lascia il massimo campionato argentino per trasferirsi in italia in LegaDue a Novara dove trascorre due stagioni per poi tornare a campionato in corso in Argentina sempre al Ferro Carril. Torna più stabilmente in Italia l'anno successivo dove trascorre tre stagioni nel Basket Latina con cui conquista la promozione in LegaDue. Successivamente bissa lo stesso successo con il Basket Barcellona ed il Basket Trapani.
Le vicissitudini della squadra siciliana, ridenominata Pallacanestro Trapani, con la relativa retrocessione in DNC, ne fa un punto di riferimento per la squadra e la nuova categoria, conducendo la Pallacanestro Trapani alla vittoria della Coppa Italia DNC (premiato come MVP delle finali) ed alla promozione in Serie B Dil.
Terminata l'esperienza siciliana si sposta prima a Biella (in prova) poi a Treviso in DNB che lo tessera nel febbraio del 2014. Successivamente nel 2014 passa alla Robur Osimo ed a metà campionato si svincola per giocare nella Castellano UDAS Cerignola sempre in Serie C.
Nell'estate del 2015 viene ingaggiato dal Basket Scauri formazione neopromossa in Serie B.
Dal 18 gennaio 2016 sale in Serie A2 firmando un contratto fino a fine stagione con l'Angelico Biella. Nel luglio 2016 firma per il We're Basket Ortona da cui si svincola in gennaio per terminare la stagione a Desio. Al termine della stagione firma per la formazione del Vicenza militante in Serie B. Successivamente ritorna in Sicilia per giocare con la Green Basket Palermo in serie B. Nel luglio del 2019 si trasferisce alla Cestistica Torrenovese, neopromossa in serie B, risolvendo consensualmente il contratto dopo solo due gare e trasferendosi per la restante parte del campionato a Cassino. Di seguito torna a Latina per disputare la C Silver con New Basket Time Latina.
La stagione successiva approda alla Vis Reggio Calabria, squadra che milita nella C Gold siculo/calabrese.

## Caratteristiche tecniche
Guardia tiratrice mancina, ma se necessario anche playmaker, ha un ottimo tiro dalla lunga distanza.

## Palmarès
Promozioni:
| 2008-09 - Latina Basket  | dalla Serie A Dil. alla Legadue      |
| 2009-10 - Barcellona     | dalla Serie A Dil. alla Legadue      |
| 2010-11 - Basket Trapani | dalla Serie A Dil. alla Legadue      |
| 2011-12 - Pall. Trapani  | dalla Serie C Dil. alla Serie B Dil. |

Coppe nazionali:
- Coppa Italia DNC

2011-2012 -  Pall. Trapani